# Jurij Nikitin
Jurij Viktorovyč Nikitin (in ucraino Юрій Вікторович Нікітін?; Cherson, 15 luglio 1978) è un ginnasta ucraino campione olimpico, specializzato nel trampolino elastico. Ha vinto una medaglia d'oro alle Olimpiadi del 2004 svoltesi ad Atene.
Ha anche partecipato alle Olimpiadi di Pechino 2008 e Londra 2012, terminando rispettivamente al 5º e al 14º posto.
Ha vinto anche due medaglie di bronzo ai Campionati mondiali disputatisi a Hannover nel 2003, una nella gara a squadre e l'altra nel sincro.